# 吉達博河
6°33′N 38°03′E / 6.55°N 38.05°E
吉達博河（Gidabo River），是埃塞俄比亞的河流，位於該國中南部，處於東非大裂谷地區，最終注入阿拜亞湖，河道全長120公里，流域面積3,302平方公里，該地區種植咖啡為主。